# Lertha sheppardi
Lertha sheppardi là một loài côn trùng trong họ Nemopteridae thuộc bộ Neuroptera. Loài này được Kirby miêu tả năm 1904.